# John Kluge
John Werner Kluge (ur. 21 września 1914 w Chemnitz, Niemcy, zm. 7 września 2010 w Charlottesville) – amerykański przedsiębiorca, potentat mediowy, klasyfikowany na 35. miejscu na liście najbogatszych ludzi na świecie.
Najważniejszym posunięciem finansowym Johna Klugego był zakup akcji Metropolitan Broadcasting Company w połowie lat 50. XX w., które to przedsiębiorstwo rozpoczęło inwestycje w przemysł telewizyjny. John Kluge przyciągnął inwestorów, a po przejęciu firmy przemianował ją na Metromedia. W kwietniu 1986 odsprzedał swoje akcje Rupertowi Murdochowi, który połączył Metromedia ze swoim Fox Network. Wartość sprzedaży oceniana była na 4 miliardy dolarów. W 1987 „Forbes Magazine” umieścił Klugego na szczycie listy najbogatszych ludzi w USA. Dziś majątek Johna Klugego oceniany jest na 10,5 miliarda dolarów.
W roku 2000 John Kluge przekazał Bibliotece Kongresu 60 milionów dolarów, ustanawiając nagrodę Biblioteki Kongresu USA, która nosi imię fundatora i ma ambicję stać się „humanistycznym Noblem”.